# Нордман Едуард Болеславович
Едуард Болеславович Нордман (25 лютого 1922, місто Речиця Гомельської губернії, тепер Гомельської області, Білорусь — 13 червня 2006, місто Москва, Російська Федерація) — радянський діяч органів державної безпеки, голова КДБ при РМ Узбецької РСР, генерал-майор. Депутат Верховної ради Узбецької РСР. Депутат Верховної Ради СРСР 9-го скликання (в 1975—1979 роках).

## Біографія
Народився в родині службовця. Після смерті батька в 1930 році потрапив у дитячий будинок, потім виховувався в родині колгоспниці М. Лопатенко. З 1937 року навчався в технікумі, підробляв на розвантаженні вагонів. У 1939—1940 роках — старший піонервожатий в школі.
У 1940—1941 роках — інструктор, завідувач відділу Пінського районного комітету комсомолу Білорусі; завідувач відділу Телеханського районного комітету комсомолу Білорусі.
Член ВКП(б) з 1940 року.
З червня 1941 року — в партизанському загоні Василя Коржа («Комарова»): рядовий, командир відділення розвідки, помічник комісара загону, помічник комісара партизанської бригади імені Молотова з комсомолу. Одночасно з липня 1941 року — секретар і член Пінського підпільного обласного комітету комсомолу. Брав участь у підриві бронепоїзда та дев'яти німецьких військових ешелонів, командував групою розвідників у рейді районами Мінської, Пінської та Поліської областей Білорусі. Після з'єднання бригади з радянськими військами наприкінці березня 1944 року з групою з 70 людей деякий час залишився в німецькому тилу.
У 1944 році — 1-й секретар Пінського міського комітету комсомолу.
У жовтні 1944 — жовтні 1946 року — помічник 1-го секретаря Пінського міського комітету КП(б) Білорусії.
З жовтня 1946 до жовтня 1948 року — слухач Республіканської партійної школи при ЦК КП(б) Білорусії.
У жовтні 1948 — 1950 року — помічник 1-го секретаря та завідувач організаційного відділу Пінського обласного комітету КП(б) Білорусії.
У 1950—1955 роках — 1-й секретар Телеханського районного комітету КП Білорусії.
З вересня 1955 до вересня 1958 року — слухач Вищої партійної школи при ЦК КПРС у Москві.
У вересні 1958 — серпні 1960 року — начальник 4-го Управління КДБ при РМ Білоруської РСР.
У серпні 1960 — 1963 року — начальник УКДБ при РМ Білоруської РСР по Мінській області.
У травні 1965 — 1968 року — заступник начальника Служби № 1 Другого головного управління КДБ при РМ СРСР.
У липні 1968 — жовтні 1974 року — начальник УКДБ при РМ СРСР по Ставропольському краю.
25 жовтня 1974 — 2 березня 1978 року — голова КДБ при Раді міністрів Узбецької РСР.
У жовтні 1978 — вересні 1983 року — старший офіцер зв'язку при окружному УМДБ Німецької Демократичної Республіки (НДР) в місті Ерфурті групи координації та зв'язку апарату Уповноваженого КДБ СРСР з координації та зв'язку з МДБ НДР. З вересня 1983 року — в чинному резерві Першого головного управління КДБ СРСР.
У 1983 — грудні 1991 року — заступник голови Державного комітету СРСР із іноземного туризму, член виконавчої ради Всесвітньої туристичної організації.
З 1992 року — на пенсії в Москві. Активно працював у ветеранському русі, обирався членом Радянського комітету ветеранів війни, членом Всесоюзної ради ветеранів війни та праці, почесним головою Пінської міської ради ветеранів.
Помер 13 червня 2006 року, похований на Троєкуровському цвинтарі Москви.

## Звання
- майор (1958)
- підполковник (1960)
- полковник (1967)
- генерал-майор (1969)

## Нагороди
- орден Жовтневої Революції (1977)
- два ордени Червоного Прапора (13.11.1942,)
- два ордени Вітчизняної війни І ст. (1947, 1985)
- орден Віртуті Мілітарі IV класу (Польща)
- медаль «За перемогу над Німеччиною у Великій Вітчизняній війні 1941—1945 рр.»
- медалі
- знак «Почесний співробітник держбезпеки» (23.12.1957)
- Почесний громадянин міста Пінська (Білорусь)